# Du holde Kunst
Du holde Kunst ist eine Lyrik- und Musiksendung im österreichischen Hörfunk, die derzeit jeden Sonntag um 8 Uhr 15 auf Ö1 ausgestrahlt wird. Die Sendung wird jeweils am Folgetag um 0 Uhr 05 wiederholt. Der Titel wurde dem Anfangsvers des von Franz Schubert vertonten Gedichtes An die Musik von Franz von Schober entnommen.
Mit dem Gründungsjahr 1945 handelt es sich um die älteste regelmäßig ausgestrahlte Hörfunksendung des ORF. Ziel der Sendung, die zunächst von Rot-Weiß-Rot in Salzburg, dem Sender der amerikanischen Besatzungsmacht, ins Leben gerufen und produziert wurde, war es, dem vom Krieg und den unmittelbaren Nachkriegswirren zerrütteten Publikum die "schönsten und edelsten Schöpfungen" von Literatur und Musik nahe zu bringen. Dadurch sollte ein Beitrag geleistet werden, den "Schmutz des Krieges" aus den Herzen zu vertreiben. Lyrische Ästhetik sollte eine Art Flucht aus dem harten Alltag vermitteln, aber auch die "Sehnsucht nach einer lichteren und schöneren Welt" zum Ausdruck bringen. 1967 wurde Du Holde Kunst von Ö1 übernommen. Die Sendung war im Laufe ihrer Geschichte immer wieder von der Einstellung bedroht, zuletzt während der Ö1-Reform im Jahr 1998. Kritiker hoben hervor, sie sei altmodisch, ihre hohe Zahl an regelmäßigen Hörern sprach aber für ihre Beibehaltung.
Sprecher der ersten Sendung waren Martha Marbo und Helmut Janatsch. Inhalt des zunächst als Live-Sendung ausgestrahlten Programms sind von bekannten Schauspielern und Schauspielerinnen  (teils auch in Archivaufzeichnungen von z. B. Axel Corti, Albin Skoda, Peter Matić oder Paula Wessely) gesprochene lyrische Texte, die sich unter ein Thema einreihen lassen, etwa Jahreszeiten und andere wiederkehrende Ereignisse. Titel von Sendungen lauteten beispielsweise: „Wenn der Schnee ans Fenster fällt“ und „Drei Könige unterwegs und der Stern überall“. Zwischen den Textvorträgen wird klassische Instrumentalmusik eingespielt.